# Maḩāreb
Maḩāreb är en ort i Iran.   Den ligger i provinsen Khuzestan, i den västra delen av landet, 500 km sydväst om huvudstaden Teheran. Maḩāreb ligger 96 meter över havet och antalet invånare är 253.
Terrängen runt Maḩāreb är platt. Runt Maḩāreb är det ganska tätbefolkat, med 144 invånare per kvadratkilometer. Närmaste större samhälle är Shahrak-e Mojāhedīn, 16,2 km sydost om Maḩāreb. Trakten runt Maḩāreb är ofruktbar med lite eller ingen växtlighet.